# Phạm Trung Hiếu
Phạm Trung Hiếu (nickname: Hiếu "Voice") là một nhạc sĩ kiêm nhạc công người Việt. Anh nổi tiếng với vai trò là tay trống cho ban nhạc The Light và Bức Tường. Anh gia nhập Bức Tường từ năm 2013 khi nhóm chuẩn bị cho album phòng thu thứ năm Đất Việt.

## Album phòng thu
The Light
- Giấc mơ hoang tàn (2003)

Bức Tường
- Đất Việt (2014)
- Con Đường Không Tên (2020)
- Cân Bằng (2023)